# Edward Jan Baird
Edward Jan Baird (ur. 23 września 1894 w Aleksandrowie Kujawskim, zm. 26 września 1971 w Warszawie) – docent doktor habilitowany nauk rolniczych, zootechnik.

## Życiorys
Urodził się w Aleksandrowie Kujawskim, młodość spędził w Piotrkowie Trybunalskim. Za udział w demonstracjach 1905 r. usunięto go z gimnazjum i musiał kontynuować naukę w szkole prywatnej. Po ukończeniu gimnazjum i uzyskaniu świadectwa dojrzałości w 1913 r. wstąpił na Kursy Przemysłowo-Rolnicze przy Muzeum Przemysłu i Rolnictwa w Warszawie. Losy I wojny światowej rzuciły go w głąb Rosji, gdzie po zwolnieniu z wojska pracował jako zootechnik – inspektor hodowli zwierząt. Uczył także hodowli i żywienia zwierząt w szkole rolniczej w mieście Tiumerii. Wrócił do Polski w 1924 r. Od 1 lipca 1924 r. pracował w Centralnym Związku Kółek Rolniczych, a od stycznia 1924 r. jako kierownik Wydziału Hodowli w Centralnym Związku Kółek Rolniczych. Kształcił się na Kursach Przemysłowo-Rolniczych, potem w SGGW. W 1928 r. uzyskał dyplom inżyniera agronoma w Szkole Głównej Gospodarstwa Wiejskiego i w październiku rozpoczął jedenastoletnią pracę w administracji państwowej jako Naczelnik Wydziału Produkcji Zwierzęcej w Ministerstwie Rolnictwa (następnie Ministerstwie Rolnictwa i Reform Rolnych).
W czasie II wojny światowej pracował najpierw w „Bacutilu”, a następnie do wybuchu powstania warszawskiego w Warszawskiej Izbie Rolniczej jako inspektor hodowli bydła. Był członkiem Związku Walki Zbrojnej, działał w Armii Krajowej i w Delegaturze Rządu na Kraj w charakterze zastępcy szefa Departamentu Rolnictwa. Po powstaniu wywieziony został do Pruszkowa, skąd dostał się do Krakowa, gdzie zaangażował się do pracy w Naczelnym Związku Hodowców Zwierząt jako inspektor hodowli trzody chlewnej. Tu został aresztowany w styczniu 1945 r. przez Niemców i przeniesiony do obozu w Prądniku Czerwonym.
Po zakończeniu wojny powrócił do pracy w Ministerstwie Rolnictwa. Od 1 kwietnia 1945 r. do 30 września 1947 r. pełnił funkcję początkowo inspektora badań naukowych i doświadczalnych, następnie dyrektora Departamentu Produkcji Rolnej, a w końcu zastępcy dyrektora tegoż Departamentu. Od 1 lipca 1947 r. pracował w Katedrze Ogólnej Hodowli Zwierząt przy Wydziale Rolnym Szkoły Głównej Gospodarstwa Wiejskiego. W 1948 r. zakończył przewód doktorski i otrzymał tytuł doktora nauk rolniczych na podstawie rozprawy „Zmiana typu trzody chlewnej pod wpływem czynników gospodarczych w okresie od początku XIX wieku do połowy XX wieku”. 5 stycznia 1950 r. został zatrzymany i aresztowany przez funkcjonariuszy Bezpieczeństwa Publicznego. W maju 1950 r. został oskarżony, a 30 listopada tego roku – osądzony. Wojskowy Sąd Rejonowy w Warszawie orzekł, że Edward Baird jako urzędnik Ministerstwa Rolnictwa i Reform Rolnych działał na szkodę Państwa Polskiego, gdyż agentowi obcego mocarstwa ujawnił tajemnicę państwową (o ogólnym stanie gospodarki rolnej w Polsce, stanie zasiewów i odłogów, stanie pogłowia, stopniu zagospodarowania zniszczeń wojennych w rolnictwie, stanie inwentarza). Karą było 15 lat więzienia i utrata praw publicznych i obywatelskich praw honorowych na 5 lat. Syn Tadeusz nie ustawał w zabiegach o jego uniewinnienie i uwolnienie. Prowadził osobiste rozmowy i wymianę korespondencji z decydentami, a przede wszystkim z ówczesnym prezydentem, a potem premierem – Bolesławem Bierutem. W efekcie ojciec kompozytora spędził w więzieniu trzy i pół roku. Na wolność wyszedł w czerwcu 1953 r., a cztery lata później (1957) wyrok został uchylony, a sprawa umorzona.
W 1957 r. wrócił do pracy w Katedrze Ogólnej Hodowli Zwierząt na Wydziale Rolnym Szkoły Głównej Gospodarstwa Wiejskiego, gdzie się habilitował w 1958 r. uzyskując stopień docenta. Organizował wówczas na Wydziale Zootechnicznym SGGW Zakład Ekonomiki Produkcji Zwierzęcej, który prowadził od 1 października 1962 r. do przejścia w stan spoczynku we wrześniu 1964 r. Równocześnie wykładał na Wydziale Zootechnicznym Wyższej Szkoły Rolniczej w Olsztynie. W 1966 r. obdarzony został godnością członka honorowego Polskiego Towarzystwa Zootechnicznego.
Zmarł w Warszawie 26 września 1971 r. Pochowany został na cmentarzu Powązkowskim (kwatera 307-1-6).
W 1919 r. poślubił Marię Popow (ur. 1894), córkę Aleksandra Popowa (dyrektora Banku w Jekaterynburgu) i Elżbiety z domu Szczepanow. Ojciec Tadeusza Bairda – kompozytora.

## Ordery i odznaczenia
- Krzyż Oficerski Orderu Odrodzenia Polski (9 listopada 1932)[6]
- Złoty Krzyż Zasługi z Mieczami